# 33e cérémonie des AVN Awards
La 33e cérémonie des AVN Awards est un événement de remise de prix pornographiques récompensant les meilleures actrices, acteurs, réalisateurs, films, entrepreneurs et produits liés à l'industrie pour adultes en 2015. La cérémonie a eu lieu le 23 janvier 2016 au Hard Rock Hotel and Casino de Las Vegas dans la salle The Joint. La cérémonie était enregistrée pour être diffusée à la télévision sur la chaîne Showtime aux États-Unis. La comédienne et humoriste Kate Quigley a co-animé la cérémonie avec les actrices pornographique Joanna Angel et Anikka Albrit.

## Conditions d’admissibilités et catégories
Lors de la dernière édition et pour la première fois, les contenus uniquement publiés en VOD pouvaient être éligibles. Pour cette édition AVN a décidé de créer 4 nouvelles catégories pour les scènes de sexe publiées sur les sites avec abonnement payant. Ces quatre nouvelles catégories sont :
- Meilleure scène de sexe hétérosexuel ;
- Meilleure scène de sexe lesbien ;
- Meilleure scène de sexe orale ;
- Meilleure scène de sexe anale.

Selon AVN, ce changement est fait pour mieux refléter ce qui devrait être la préoccupation la plus importante dans le jugement d'une scène de sexe primée, à savoir, les compétences du réalisateur et des artistes, plutôt que la façon dont la scène atteint les fans.

## Annonce des nominations
Pour la deuxième année consécutive, AVN a organisé une fête le 19 novembre 2015 à la boite de nuit « Avalon » à Hollywood pour l’annonce des nommées dans les catégories principales. Pour l’occasion, l’événement a attiré des centaines de participants.

## Déroulement
La cérémonie de remise des prix s’est déroulée le 23 janvier 2016 au soir au Hard Rock Hotel and Casino de Las Vegas dans la salle « The Joint ». L’événement, qui a eu lieu en partenariat avec le site de webcaming Chaturbate, a été retransmis à la télévision sur la chaîne américaine Showtime et a été produit par Gary Miller.
Les interprètes nommées ont défilé sur un tapis rouge avant de rejoindre la salle de spectacle. Le rappeur Waka Flocka Flame interpréta deux de ses plus grands succès sur scène, à savoir « No Hands » et « Round Of Applause », accompagné de danseuses des Hulster Club, une chaîne de clubs de strip-tease appartenant à Larry Flynt.
Joanna Angel, Anikka Albrit et Kate Quigley ont animé la cérémonie, mais plusieurs personnalités de l’industrie ont été invitées sur scène pour annoncer les lauréats, :
| Noms                                     | Prix remis                                                                      |
| ---------------------------------------- | ------------------------------------------------------------------------------- |
| Rob Piper, Brett Rossi, Katrina Jade     | Remise du prix de la meilleure scène hétérosexuelle                             |
| Carter Cruise                            | Remise du prix de la meilleure nouvelle starlette                               |
| Katie Morgan, Janice Griffith, Alex Gray | Remise du prix de la meilleure actrice                                          |
| Nick Hawk, Skin Diamond, Jacky St James  | Remise du prix de l’interprète lesbienne de l’année et de la meilleure parodie. |
| Shawna Leneé                             | Remise du prix de la camgirl préférée et de la meilleure scène lesbienne        |

## Lauréats

### Faits marquants

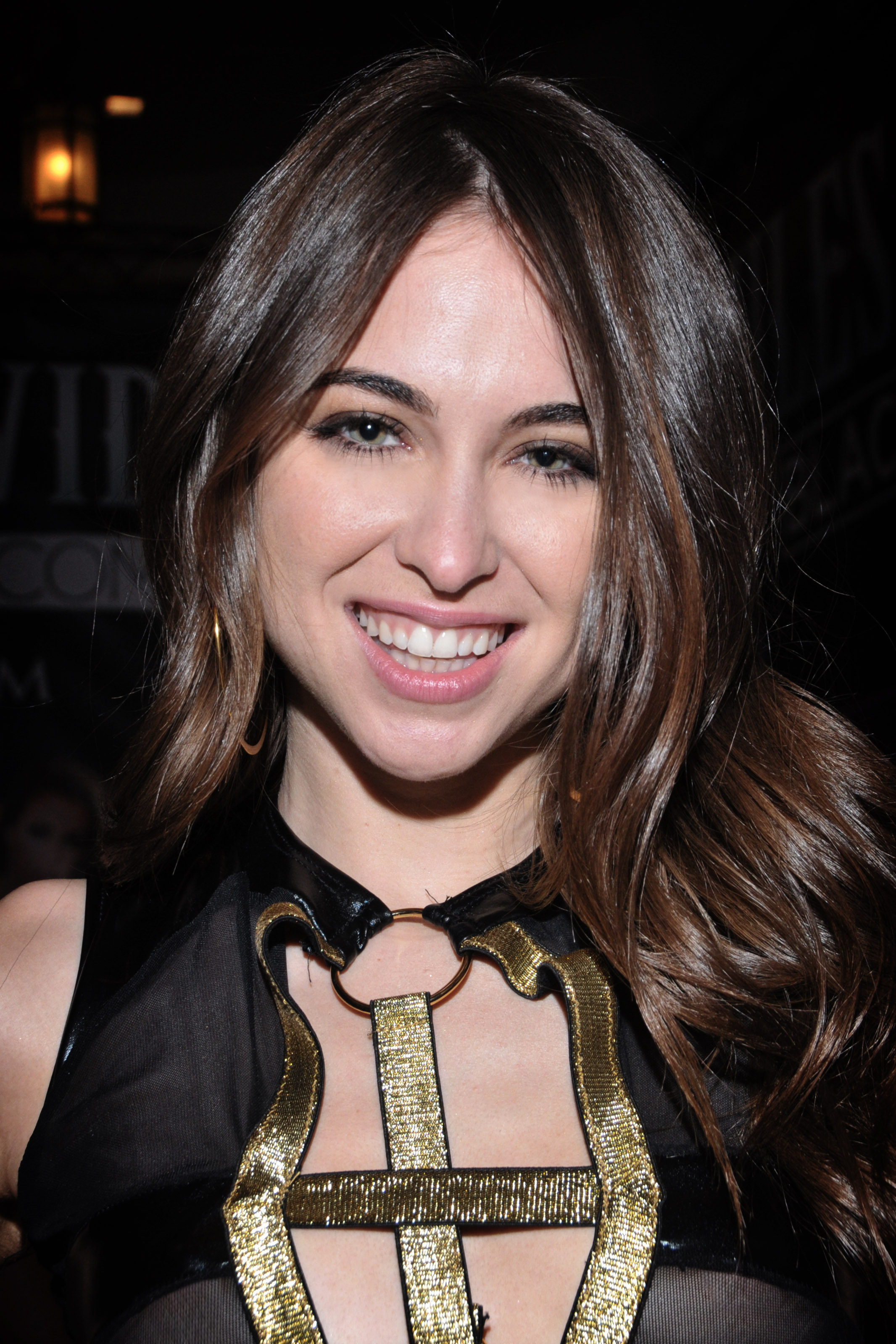
Riley Reid, lauréate de l’AVN Award de l’interprète féminine de l'année.

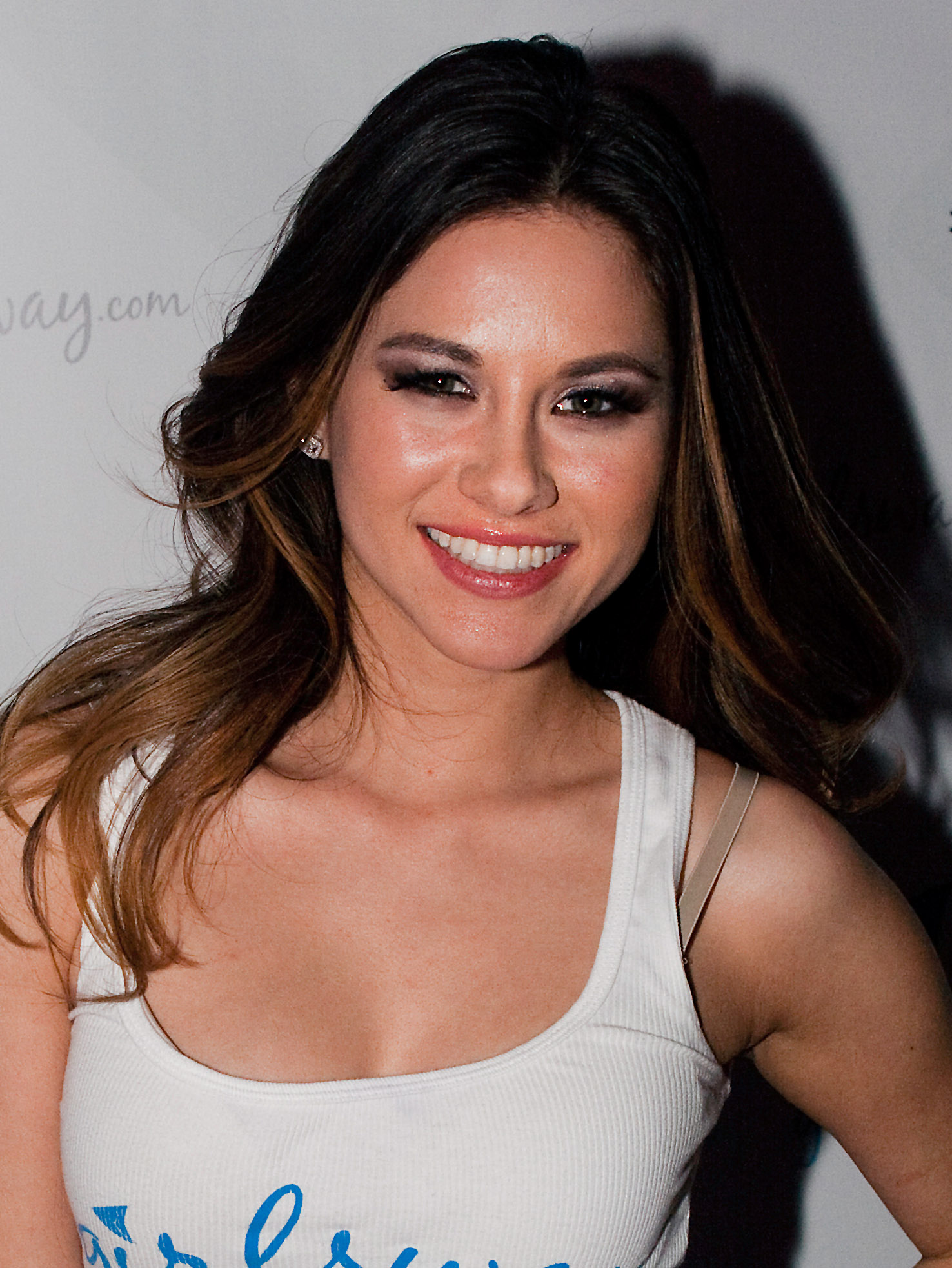
Shyla Jennings, lauréate pour la deuxième fois de l’AVN Award de l’interprète lesbienne de l’année.

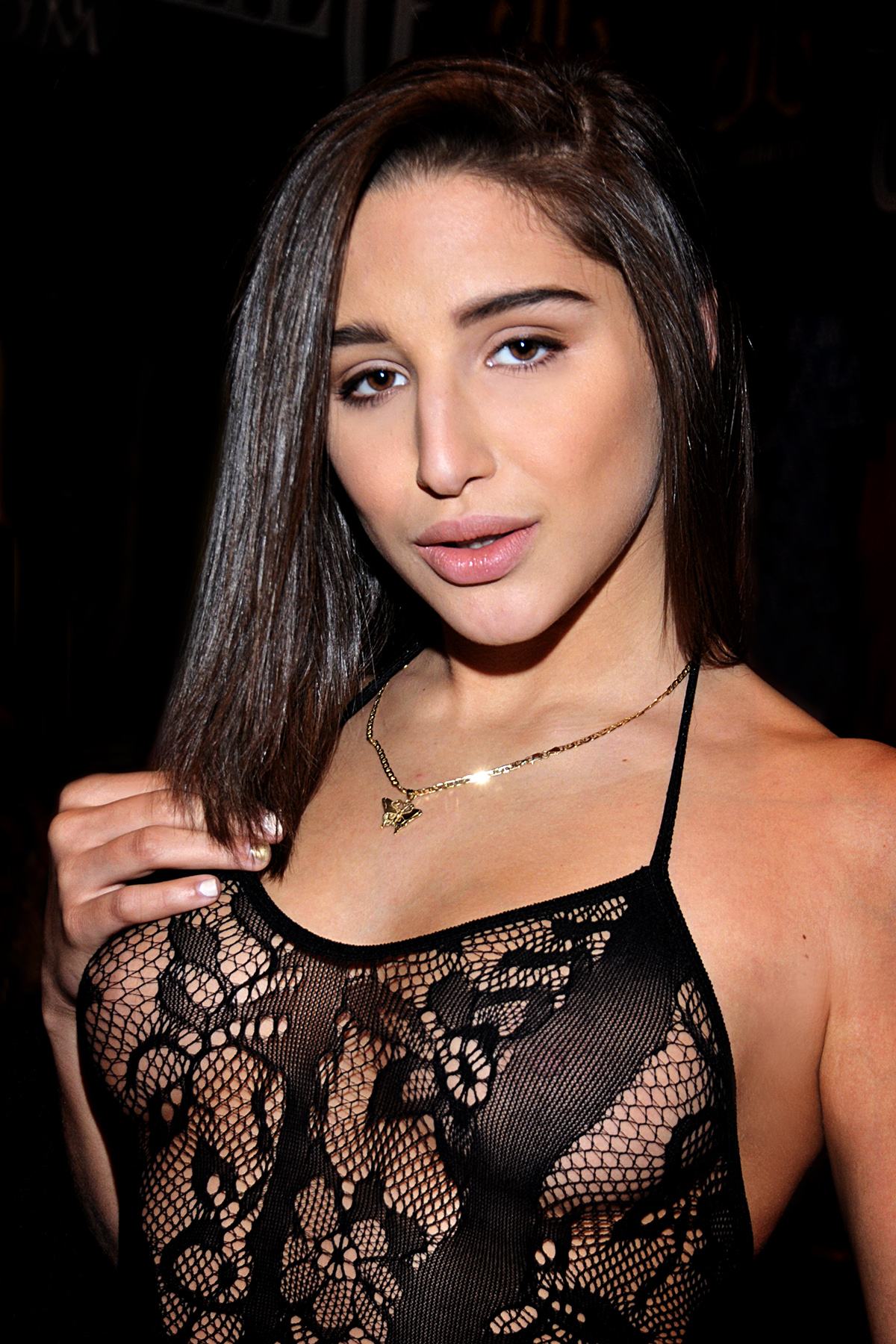
Abella Danger, meilleure nouvelle starlette de cette édition.

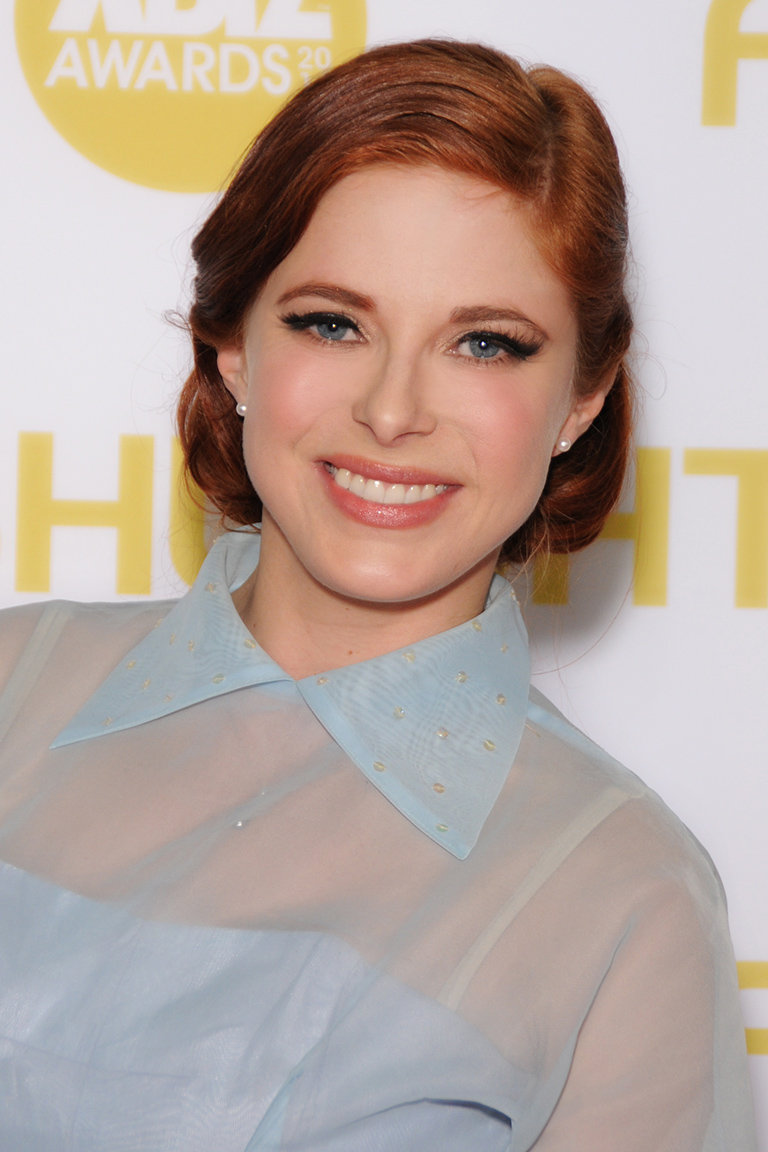
Penny Pax, lauréate du prix de la Meilleure actrice.

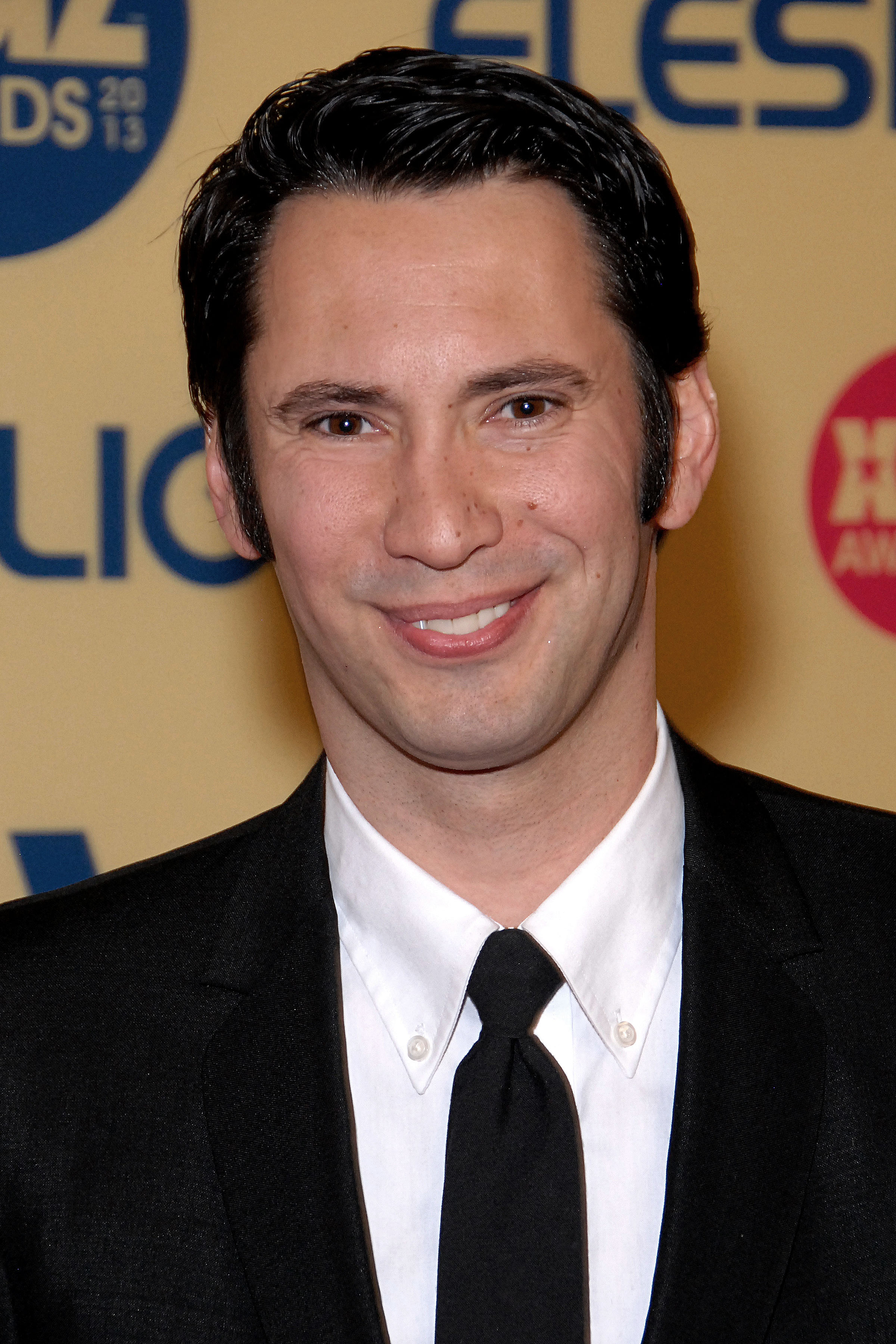
Tommy Pistol, lauréate du prix du Meilleure acteur.

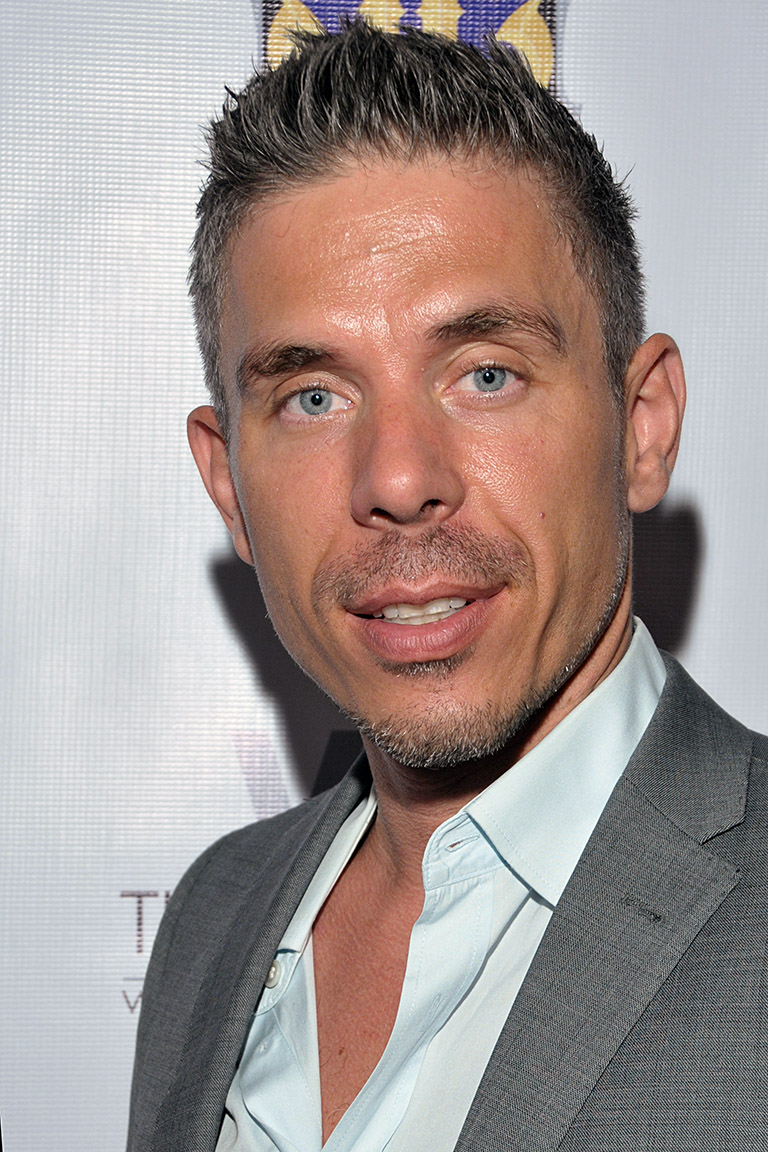
Mick Blue, lauréat du prix de l’interprète masculin de l'année.

Riley Reid a remporté sept prix, dont le très convoité AVN Award de l’interprète féminine de l’année. Mick Blue, quant à lui, a remporté son deuxième AVN Award de l’interprète masculin de l’année, devenant ainsi le sixième homme de l'histoire du cinéma pour adultes à le gagner plus d'une fois, rejoignant Manuel Ferrara, Lexington Steele, James Deen, Rocco Siffredi et Tom Byron. Le prix du meilleur acteur a été décerné à Tommy Pistol, co-animateur de la 32e cérémonie, pour son rôle-titre dans Stryker de Digital Playground.
Les studios Tushy et Blacked, appartenant tous deux à Greg Lansky, lauréat de l’award du réalisateur de l’année durant la cérémonie, ont remporté respectivement sept trophées, dont celui du Best New Imprint pour Tushy et huit trophées, dont celui du Best Membership Website pour Blacked .
Shyla Jennings a remporté l’AVN Award de l’interprète lesbienne de l’année pour la deuxième fois en trois ans depuis la création du prix en 2014. Abella Danger remporte l’AVN Award de la meilleure nouvelle starlette .
Le noms en gras suivie d’une ☆ désigne les lauréats :
| Film de l'année | Interprète féminine de l’année |
| --- | --- |
| - Peter Pan XXX: An Axel Braun Parody ☆ | - Riley Reid ☆ - Anikka Albrite - August Ames - A.J. Applegate - Vicki Chase - Adriana Chechik - Carter Cruise - Dani Daniels - Aidra Fox - Keisha Grey - Jillian Janson - Eva Lovia - Maddy O’Reilly - Romi Rain - Kleio Valentien |
| Interprète Masculin de l'Année | Meilleure Nouvelle Starlette |
| - Mick Blue ☆ - Flash Brown - Xander Corvus - James Deen - Erik Everhard - Manuel Ferrara - Keiran Lee - Ramon Nomar - Tommy Pistol - Toni Ribas - Lexington Steele - Steven St. Croix - Chad White - Prince Yahshua | - Abella Danger ☆ - Aria Alexander - Bella Bellz - Marley Brinx - Kate England - Karlee Grey - Katrina Jade - Peta Jensen - Cassidy Klein - Morgan Lee - Rachael Madori - Keira Nicole - Jade Nile - Megan Rain - Kissa Sins |
| Interprète Lesbienne de l’Année | Réalisateur de l'année |
| - Shyla Jennings ☆ - Elle Alexandra - Lily Cade - Jayden Cole - Prinzzess - Sasha Heart - Kenna James - Mindi Mink - Tara Morgan - Raven Rockette - Ryan Ryans - Jenna Sativa - Angela Sommers - Tanya Tate - Vanessa Veracruz | - Greg Lansky ☆ - Mike Adriano - Brad Armstrong - James Avalon - Axel Braun - Stormy Daniels - James Deen - Manuel Ferrara - William H. - Jules Jordan - Ryan Madison - Mason - Eddie Powell - B. Skow - Jacky St. James |
| Meilleur Acteur | Meilleure Actrice |
| - Tommy Pistol, Stryker ☆ - Richie Calhoun dans The Submission of Emma Marx: Boundaries - Danny D dans The Doctor - James Deen dans Stockholm Syndrome - Ryan Driller dans Marriage 2.0 - Erik Everhard dans Broken Vows - Giovanni Francesco dans Batman v Superman XXX: An Axel Braun Parody - Seth Gamble dans Brothers & Sisters - Danny Mountain dans Lock and Load - Tyler Nixon dans Housemates 2 - Derrick Pierce dans Magic Mike XXXL: A Hardcore Parody - Toni Ribas dans Bullet to the Top - Ryan Ryder dans Peter Pan XXX: An Axel Braun Parody - Michael Vegas dans Shades of Kink 4 - Chad White dans Waiting on Love | - Penny Pax dans The Submission of Emma Marx: Boundaries ☆ - Asa Akira dans Starmaker - Adriana Chechik dans The Turning - Carter Cruise dans Waiting on Love - Dani Daniels dans Sisterhood - Stormy Daniels dans Wanted - Dana DeArmond dans Mother's Little Helper - Daisy Haze dans Bad Romance - Kimberly Kane dans Family Secrets - Remy LaCroix dans Stockholm Syndrome - Keira Nicole dans Peter Pan XXX: An Axel Braun Parody - Bonnie Rotten dans Sisters of Anarchy - Riley Steele dans Barbarella XXX: An Axel Braun Parody - India Summer dans Marriage 2.0 - Sarah Vandella dans Love, Sex & TV News |
| Meilleur drame | Meilleure parodie |
| - Wanted ☆ - Bad Romance - Bullet to the Top - The Colombian XXX - Gone - How I Became a Sexual Slave - Love, Lust & Longing - Mother's Little Helper - My Sinful Life - Safe Landings - Saving Humanity - Starmaker - Stockholm Syndrome - A Thing of Beauty - Wild Inside | - Peter Pan XXX: An Axel Braun Parody ☆ - American Whore Story - Batman v Superman XXX: An Axel Braun Parody - Between the Headlines: A Lesbian Porn Parody - Bob's Boners and Other Porn Parodies - Gnardians of the Galaxy and Other Porn Parodies - Joanna Angel's Making the Band - Kill Bill: A XXX Parody - Magic Mike XXXL: A Hardcore Parody - Night at the Erotic Museum - Screwing Wall Street: The ArrangementFinders IPO - Sisters of Anarchy - This Ain't Modern Family XXX - This Ain't Supernatural XXX - The Tranny Bunch |
| Meilleure Showcase de stars | Meilleure actrice dans un second rôle |
| - Being Riley ☆ - Adriana's a Slut - Angela 2 - Asa Akira: Wicked Fuck Doll - Carter Cruise Obsession - The Insatiable Miss Alexis Texas 2 - Jesse: Sex Machine - Just Jillian - Karma's a Bitch - Meet Aidra Fox - Missy Martinez: Fucked Ra - Private Fantasies of Samantha Saint - Remy - SeXXXploitation of Abigail Mac - True Lust | - Kleio Valentien, Batman v Superman XXX: An Axel Braun Parody ☆ - Anikka Albrite, The Turning - Julia Ann, Stryker - Skin Diamond, Love, Sex & TV News - Jessica Drake, Starmaker - Allie Haze, Love, Lust & Longing - Karla Kush, My Girlfriend's Mother 8 - Abigail Mac, Flesh - Chanel Preston, This Ain't The Interview XXX - Amber Rayne, Wanted - Jessa Rhodes, Sisters of Anarchy - Celeste Star, Saving Humanity - Misty Stone, Magic Mike XXXL - Stoya, Screwing Wall Street: The ArrangementFinders IPO - Kasey Warner, Mother's Little Helper |
| Interprète Transexuelle de l'Année | Fan Award: Le cul le plus épique |
| - Venus Lux ☆ - Jonelle Brooks - Delia DeLions - Jessy Dubai - Foxxy - Vixxen Goddess - Sienna Grace - Khloe Hart - Aubrey Kate - Kelli Lox - Kylie Maria - Carla Novaes - Holly Parker - Chelsea Poe - Tyra Scott | - Alexis Texas ☆ - Aaliyah Love - Abella Danger - A. J. Applegate - Amirah Adara - Anikka Albrite - Ash Hollywood - Bella Bella - Carmen Valentina - Chanell Heart - Dahlia Sky - Dani Daniels - Dava Foxx - Dillion Harper - Eva Lovia - Holly Hanna - Isabella de Santos - Jada Stevens - Jenna Ashley - Jenna Ivory - Jodi Taylor - Julie Cash - Jynx Maze - Kayla-Jane Danger - Keisha Grey - Kelli Staxxx - Kelsi Monroe - Kenra Lust - Kissa Sins - Layla Price - Lea Lexis - Leya Falcon - Lola Foxx - Luna Star - Madelyn Monroe - Melissa May - Mia Malkova - Miley May - Nikki Delano - Richelle Ryan - Sadie Blair - Sadie Santana - Sarah Vandella - Savana Styles - Scarlet Red - Sovereign Syre - Summer Brielle - Sunny Lane - Veruca James - Yasmine De Leon |
| Meilleure scène de sexe hétérosexuel | Meilleure scène de sexe lesbienne |
| - Abigail Mac et Flash Brown dans Black & White 4 ☆ - Kleio Valentien et Seth Gamble dans Axel Braun's Inked - Carter Cruise et Derrick Pierce dans Batman v Superman XXX: An Axel Braun Parody - Peta Jensen et Bill Bailey dans Bra Busters 6 - Marley Brinx et Steven St. Croix dans The Father Figure - Eva Lovia et Keiran Lee dans Flesh - Little Caprice et Marcello Bravo dans In Love With Little Caprice - Aria Alexander et Ryan Madison dans Make ’Em Sweat 2 - India Summer et Mickey Mod dans Marriage 2.0 - August Ames et Manuel Ferrara dans Oil Overload 12 - Sara Luvv et Xander Corvus dans Restraint - Rachael Madori et Ryan Madison dans Rough Enough - Kissa Sins et Johnny Sins dans Sins Life Part 2 - Remy LaCroix et James Deen dans Stockholm Syndrome (scene quatre) - Dani Daniels et Ramon Nomar, True Erotica | - Riley Reid et Aidra Fox dans Being Riley ☆ - Abella Danger et Phoenix Marie dans All Access Abella Danger - Riley Steele et Asa Akira dans Barbarella XXX: An Axel Braun Parody - Skin Diamond et Alina Li dans Deviant Devil: Skin Diamond - Nikki Daniels et Jenna J. Ross dans Finger Lickin Girlfriends 4 - Carter Cruise et Jessie Andrews dans Jessie Loves Girls - Chanell Heart et Misty Stone dans Lesbian First Dates - Mia Malkova et Kenna James dans Mia Loves Girls - Dana DeArmond et Ava Dalush dans Mother's Little Helper - Lexi Belle et Jayden Cole dans Penthouse Pet All-Girl Retreat - Charlotte Stokely et Kristina Rose dans Pink Velvet - Veronica Vain et Kayden Kross dans Screwing Wall Street: The ArrangementFinders IPO - Shyla Jennings, Casey Calvert dans Sisterly Love 2 - Abigail Mac et Ryan Ryans dans There’s Only One Abigail Mac - Prinzzess et Jillian Janson dans Women Seeking Women 110 |
| Meilleure scène de sexe anale | Meilleure scène de sexe orale |
| - Riley Reid et Mick Blue dans Being Riley ☆ - Bonnie Rotten et Danny D dans American Whore Story - Aidra Fox et Manuel Ferrara dans Anal Beauty - Dahlia Sky et Prince Yahshua dans Anal Warriors, - Rachael Madori et Mick Blue dans Ass Candy - Anikka Albrite et Mike Adriano dans Banging Beauties - Keisha Grey et Manuel Ferrara dans Big Anal Asses 3 - Ana Foxxx et Mick Blue dans Black Bombshells - Jada Stevens et Prince Yahshua dans The Booty Movie - Adriana Chechik et Lexington Steele dans Brunettes Go Black - Carter Cruise et Flash Brown dans Carter Cruise Obsession - Allie Haze et Rob Piper dans Interracial & Anal 2 - Jillian Janson et Mick Blue dans Just Jillian - Kendra Lust et Mick Blue dans Miss Tushy - Kaylani Lei et Erik Everhard dans Up My Asian Ass 2                                              | - Angela White dans Angela 2 ☆ - Adriana Chechik et Karmen Karma dans Adriana Chechik & Karmen Karma's Through the Jeans BJ - Asa Akira dans Asa Akira: Wicked Fuck Doll - Britney Amber dans Batman v Superman XXX: An Axel Braun Parody - Carter Cruise dans Facialized 2 - London Keyes dans Fluid 3 - Jillian Janson dans Just Jillian - Marley Brinx dans Marley - Sarah Vandella dans MILFs Suck - Mia Malkovaet Aiden Ashley dans Peter Pan XXX: An Axel Braun Parody - Samantha Saint et Juelz Ventura dans Private Fantasies of Samantha Saint - Vicki Chase dans Sperm Diet - Kalina Ryu dans Suck Balls 4 - Allie Haze, Chanel Preston et Romi Rain dans Triple BJs - Alena Croft dans Wet Food 6 |

### Lauréats supplémentaires
Voici la liste des catégories des prix restants, qui ont été présentées en dehors de la cérémonie de remise des prix proprement dite :

#### Catégorie: Contenus
- Performance BBW de l'année : Karla Lane
- Best All-Girl Group Sex Scene : Angela White, Alexis Texas, Anikka Albrite, Angela 2
- Best All-Girl Movie : Angela Loves Women
- Best All-Girl Series : Women Seeking Women
- Meilleur film amateur/pro-am : It's My First Time 2
- Meilleure série amateur/pro-am : Bang Bus
- Meilleur film anal : Anal Beauty
- Meilleure série anale : DP Me
- Meilleure antholgie cinématique : Oil Overload 12
- Meilleure direction artistique : Batman v Superman XXX: An Axel Braun Parody
- Meilleur film BDSM : The Submission of Emma Marx: Boundaries
- Meilleure cinématographie : Greg Lansky, Being Riley
- Meilleure comédie : Love, Sex & TV News
- Meilleure suite de séries : Dirty Rotten Mother Fuckers
- Meilleur réalisateur - Feature : Paul Deeb, Marriage 2.0
- Meilleur réalisateur – Foreign Feature : Dick Bush, The Doctor
- Meilleur réalisateur – Foreign Non-Feature : Alis Locanta, Waltz With Me
- Meilleur réalisateur – Non-Feature : Jules Jordan, Jesse: Alpha Female
- Meilleur réalisateur – parodie : Axel Braun, Peter Pan XXX: An Axel Braun Parody
- Meilleure scène de double penetration : Riley Reid, James Deen, Erik Everhard, Being Riley
- Meilleure édition : Eddie Powell, Gabrielle Anex, The Submission of Emma Marx: Boundaries
- Meilleur film ethnique : Latin Asses
- Meilleur film ethnique/interracial : My First Interracial
- Meilleur film étranger : The Doctor
- Best Foreign Non-Feature : Waltz With Me
- Meilleur film Gonzo : Eye Contact
- Meilleure partouse : Keisha Grey, Mick Blue, James Deen, Jon Jon, John Strong, Erik Everhard, Gangbang Me 2
- Best Ingénue Movie : Best New Starlets 2015
- Meilleur film interracial : Black and White 3
- Meilleur maquillage : Cammy Ellis, May Kup, Batman v Superman XXX: An Axel Braun Parody
- Meilleur nouvel acteur : Brad Knight
- Best Marketing Campaign – projet individuel : Marriage 2.0, LionReach/Adam & Eve
- Best Marketing Campaign – Company Image : Blacked/Tushy
- Meilleur film de MILF  : MILF Performers of the Year 2015
- Meilleure nouvelle emprunte : Tushy
- Meilleure nouvelle série : All Access
- Meilleure performance érotique : Christopher Ryan, PhD, Marriage 2.0
- Meilleur film femme mûre/jeune femme : Lesbian Adventures: Older Women, Younger Girls 6
- Meilleur film de sexe oral : Facialized 2
- Meilleur film d'orgie/gangbang : Gangbang Me 2
- Meilleur film polyamour : Marriage 2.0
- Meilleur scène POV de sexe : Jillian Janson, Aidra Fox, Jules Jordan, Eye Contact
- Meilleure mise en scène : Jacky St. James, The Submission of Emma Marx: Boundaries
- Meilleure mise en scène – Parody: Axel Braun, Mark Logan, Batman v Superman XXX: An Axel Braun Parody
- Meilleure scène de sexe dans une production étrangère : Victoria Summers, Danny D., The Doctor
- Meilleur film solo : Glamour Solos 4
- Meilleure performance solo/théâtre : Abigail Mac, Black & White 4
- Meilleure bande sonore : Wanted
- Meilleur effets spéciaux' : Batman v Superman XXX : An Axel Braun Parody
- Meilleur film de spécialité - autre genre : Cum Inside Me
- Meilleure série spécialisée - autre genre : Big Tit Cream Pie
- Meilleur acteur secondaire : Steven St. Croix, Peter Pan XXX : An Axel Braun Parody
- Meilleur film de relations taboues : The Father Figure
- Meilleur film T/A : Bra Busters 6
- Meilleure scène de sexe à trois - garçon/garçon/fille : Carter Cruise, Flash Brown, Jason Brown, Carter Cruise Obsession.
- Meilleure scène de sexe à trois - fille/fille/garçon : Anikka Albrite, Valentina Nappi, Mick Blue, Anikka's Anal Sluts.
- 'Meilleur film transsexuel : The Tranny Bunch.
- Meilleure série transsexuelle : The Trans X-Perience.
- Meilleure scène de sexe transsexuelle : Vixxen Goddess, Adriana Chechik, TS Playground 21.
- Titre intelligent de l'année : That Rapper Destroyed My Crapper.
- Interprète féminine étrangère de l'année : Misha Cross
- Star grand public de l'année : Jessica Drake
- Acteur étranger masculin de l'année : Rocco Siffredi
- Actrice MILF de l'année :' Kendra Lust
- Scène de sexe la plus choquante : Lea Lexis, Tommy Pistol dans Nightmare for the Dairy Council, Analmals.

#### Catégorie: Prix des fans
- Camgirl préférée : AngelNDemon4u
- Camguy préféré : Adam Sinner
- Couple de campeurs préféré : Nicolah et Steven Bond
- Performer féminin préféré :  Riley Reid
- Interprète masculin préféré :  Keiran Lee
- Performer Trans Cam préféré :  Kylie Maria
- Performer trans préféré :  Bailey Jay
- Nouvel arrivant le plus sexy : Abella Danger
- MILF la plus chaude : Kendra Lust
- Jouet sexuel le plus incroyable : Dani Daniels
- Nichons les plus spectaculaires : Hitomi Tanaka
- Star des médias sociaux : Riley Reid

#### Catégorie: Web et technologie
- Meilleur programme d'affiliation : Famedollars (Gamma Entertainment)
- Meilleur site alternatif : Kink.com
- Meilleur site de rencontres : AdultFriendFinder.com
- Meilleur site d'adhésion : Blacked.com
- Meilleur site de stars du porno : JoannaAngel.com
- Meilleur site de fille solo : Vicky Vette, VickyAtHome.com
- Meilleur webréalisateur : Ivan

#### Catégorie produit «plaisirs»
- Meilleur fabricant de préservatif : Kimono
- Meilleur fabricant d'accessoires : Classic Erotica
- Meilleur fabricant de produits fétichistes : Spartacus Leathers
- Meilleur fabricant de lingerie ou de vêtements : Syren Latex
- Meilleur fabricant de lubrifiant : Wet International
- Meilleur fabricant de produits de plaisir - grand format : Doc Johnson
- Meilleur produit de plaisir fabricant - moyen : LELO
- Meilleur produit de plaisir - petit :  Advanced Response

#### Catégorie détaillants et distributeurs
- Meilleure boutique : Early to Bed (Chicago)
- Meilleure chaîne de magasins - petite : Good Vibrations
- Meilleure chaîne de vente au détail - grande : Romantix
- Meilleur magasin de détail sur le web : AdultEmpire.com

## Prix honorifique
Le Visionary Award (Prix du visionnaire) a été décerné au fondateur d'AVN, Paul Fishbein.

### AVN Hall of Fame
Les intronisées de cette 33e cérémonie étaient :
- Branche fondateurs : Fred Hirsch, Rudy Sutton, Eddie Wedelstedt
- Branche vidéo : Joanna Angel, Nikki Benz, DCypher, Jonni Darkko, Dana DeArmond, Nikita Denise, Tommy Gunn, Kimberly Kane, Sascha Koch, Alex Ladd, Teagan Presley, John Strong, Shyla Stylez, Dana Vespoli, Vicky Vette
- Branche exécutive : Jon Blitt, Bob Christian, Scott David, Eric Gutterman, Steve Volponi, Nelson X
- Branche « produits plaisirs » : Ralph Caplan, Rina Valan, Steve Shubin
- Branche fondateurs Internet : Charles Berrebbi and John Albright, Ilan Bunimovitz

## Galerie
Défilé du tapis rouge :

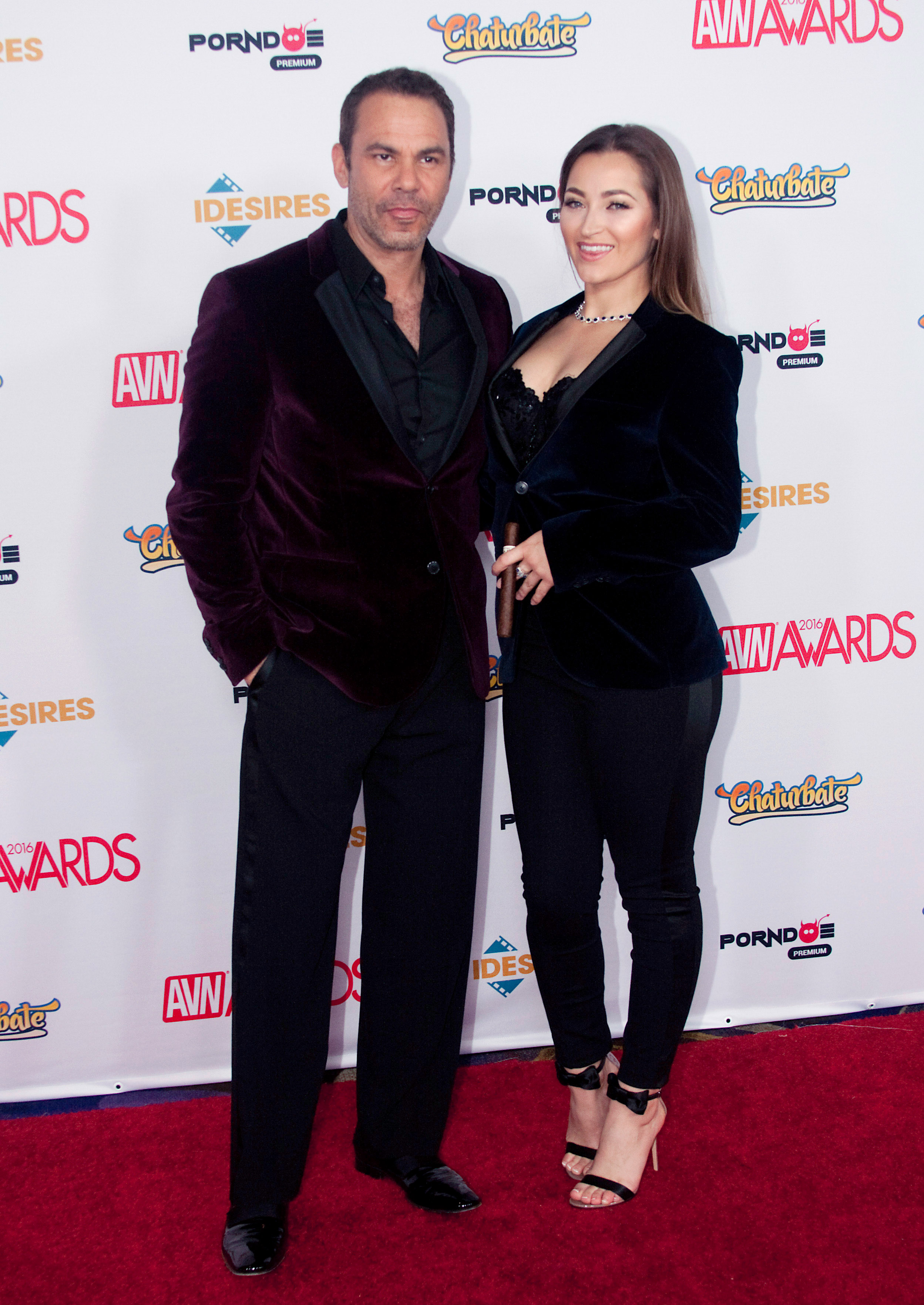
Arrivée de Dani Daniels et Steven St. Croix.
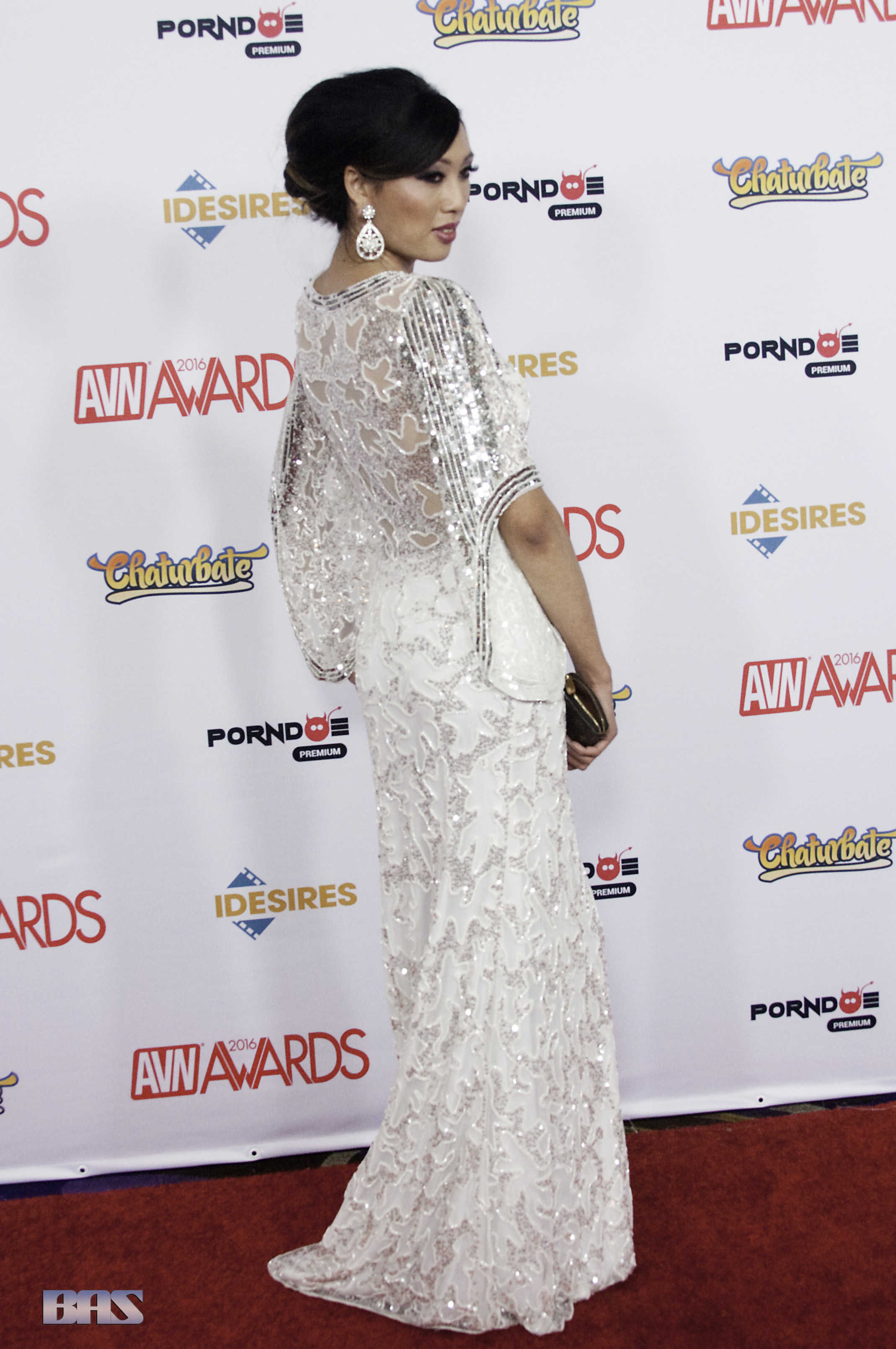
Arrivée de l’actrice Venus Lux.
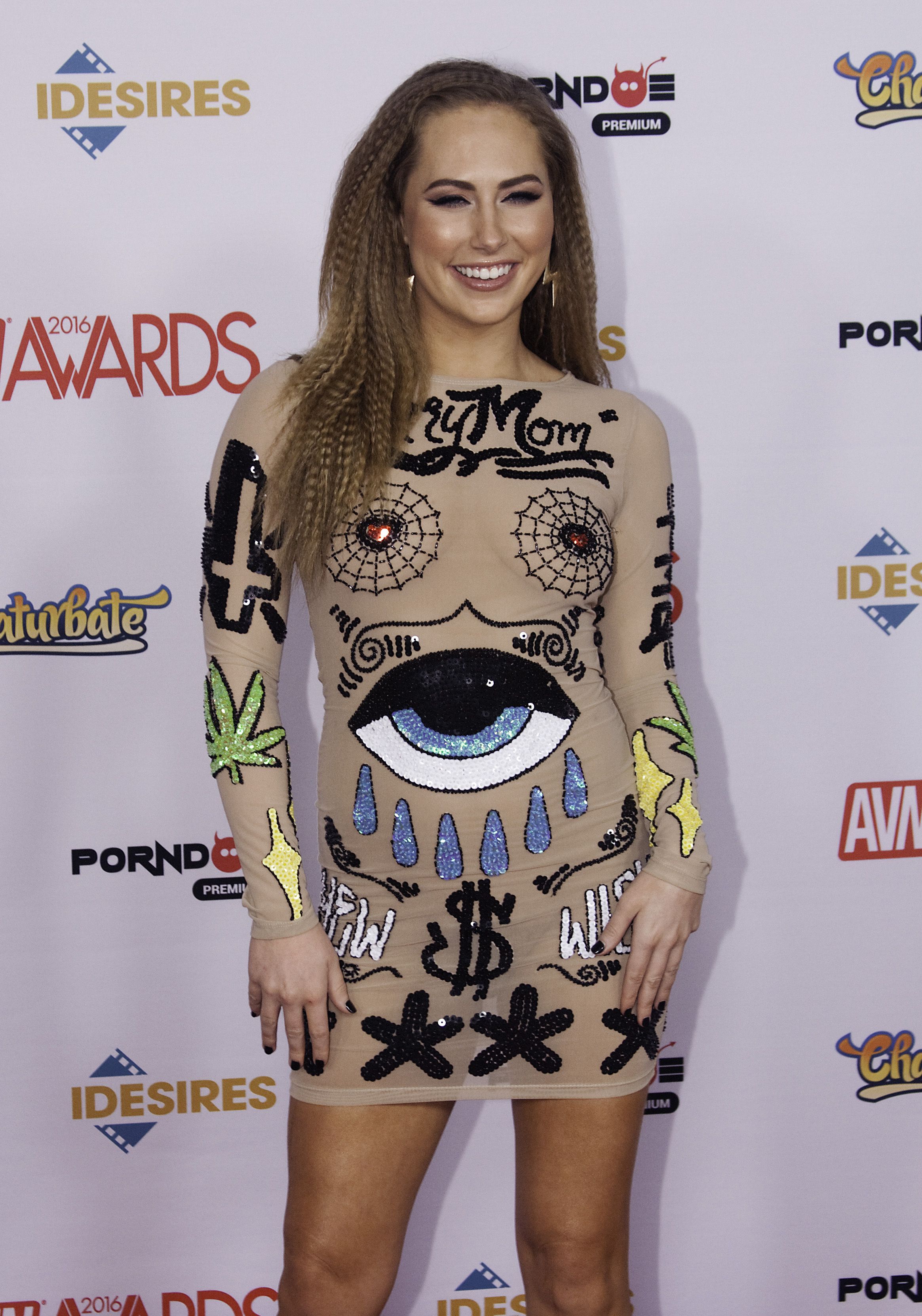
Arrivée de Carter Cruise, Meilleure nouvelle starlette de la 32e édition.
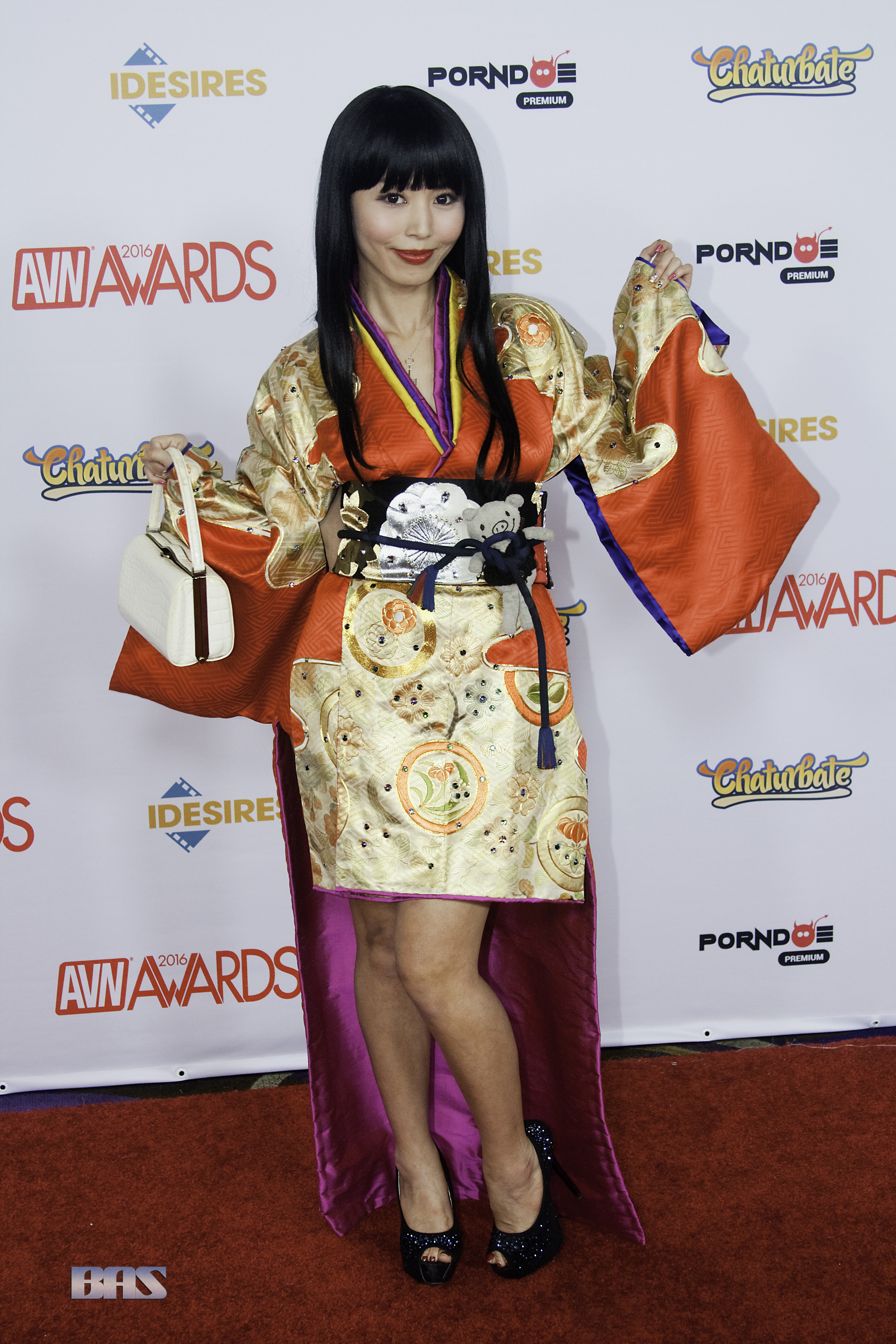
Arrivée de l’actrice Marica Hase.
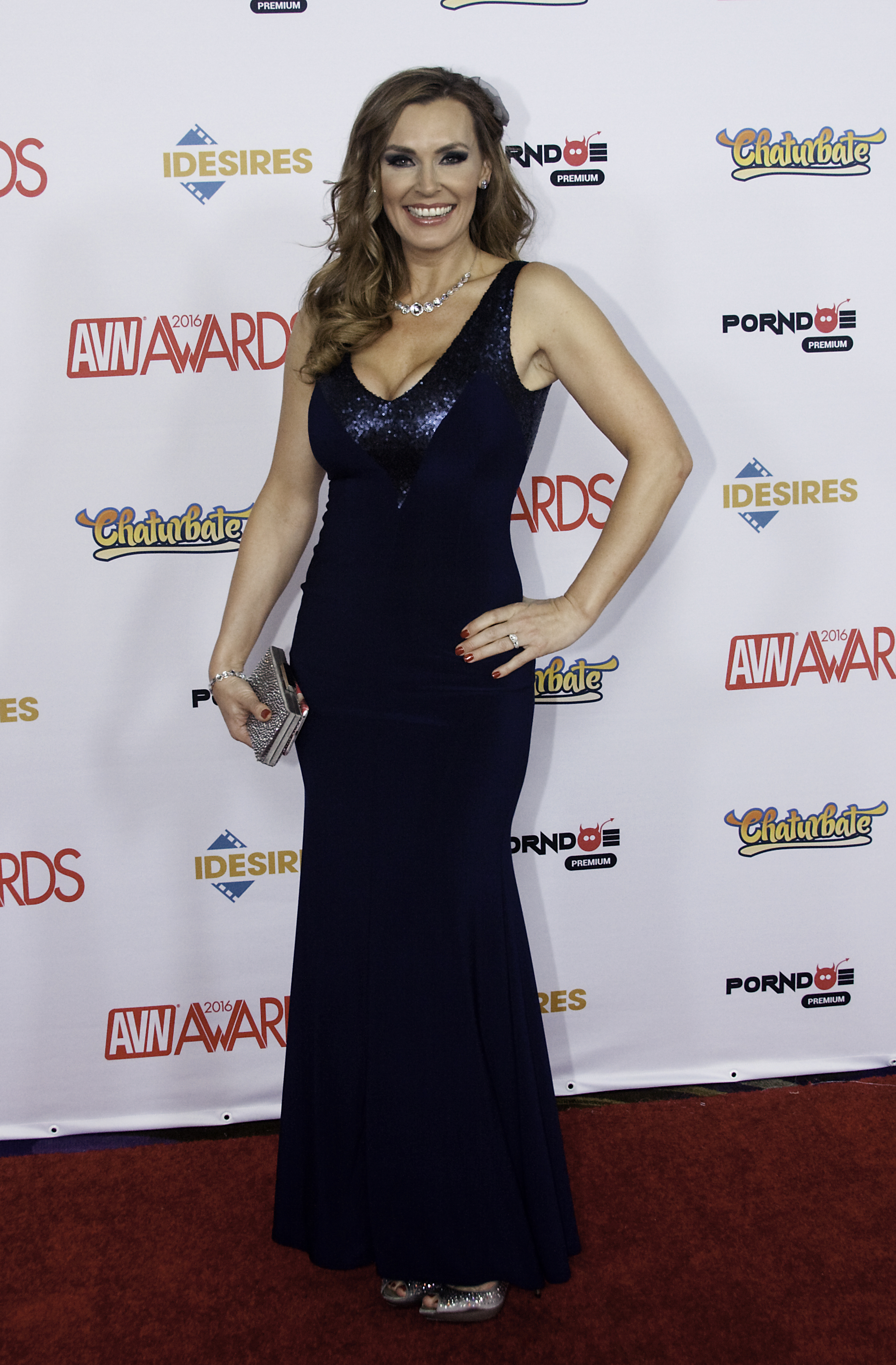
Arrivée de l’actrice Tanya Tate.
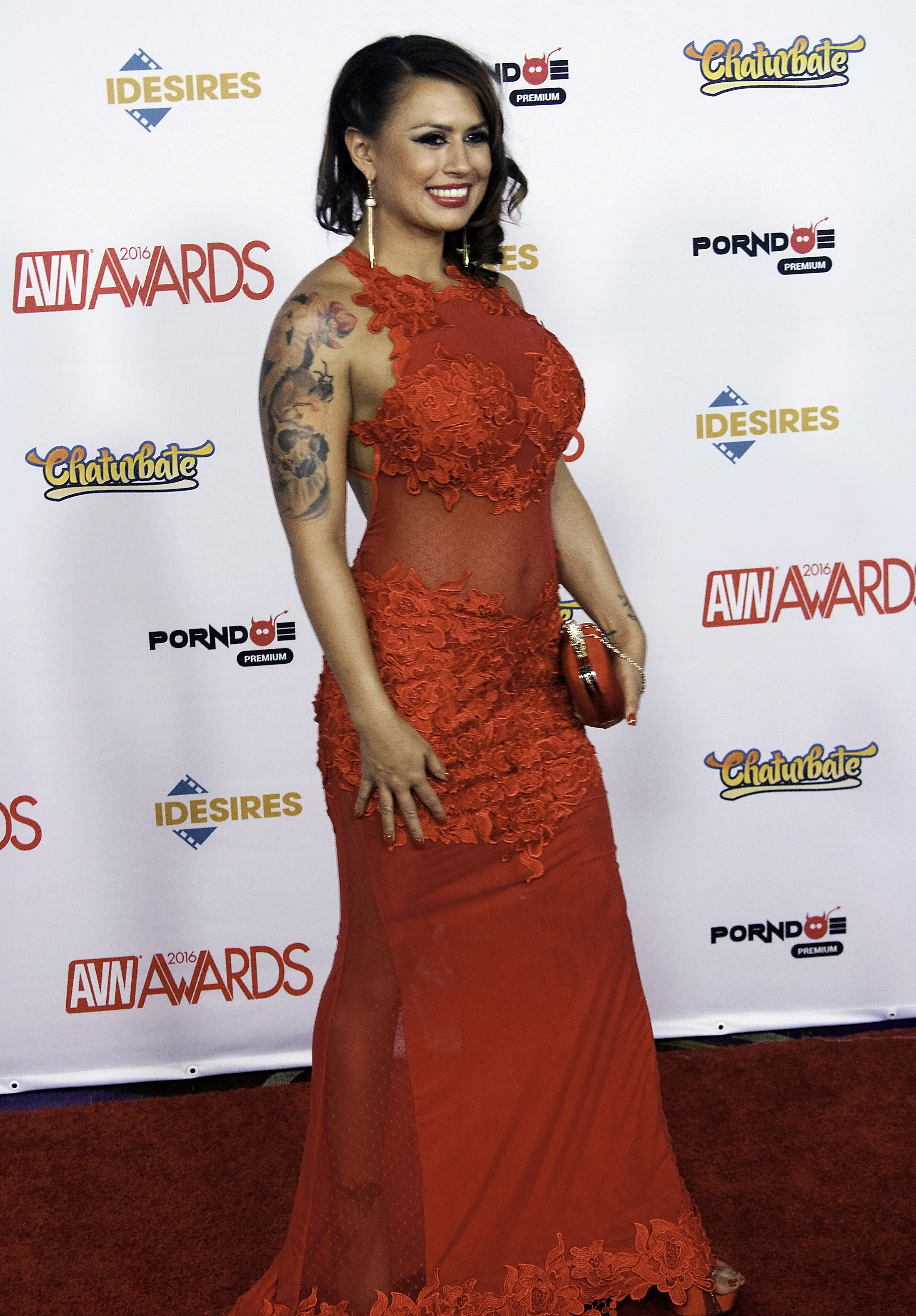
Arrivée de l’actrice Eva Angelina.
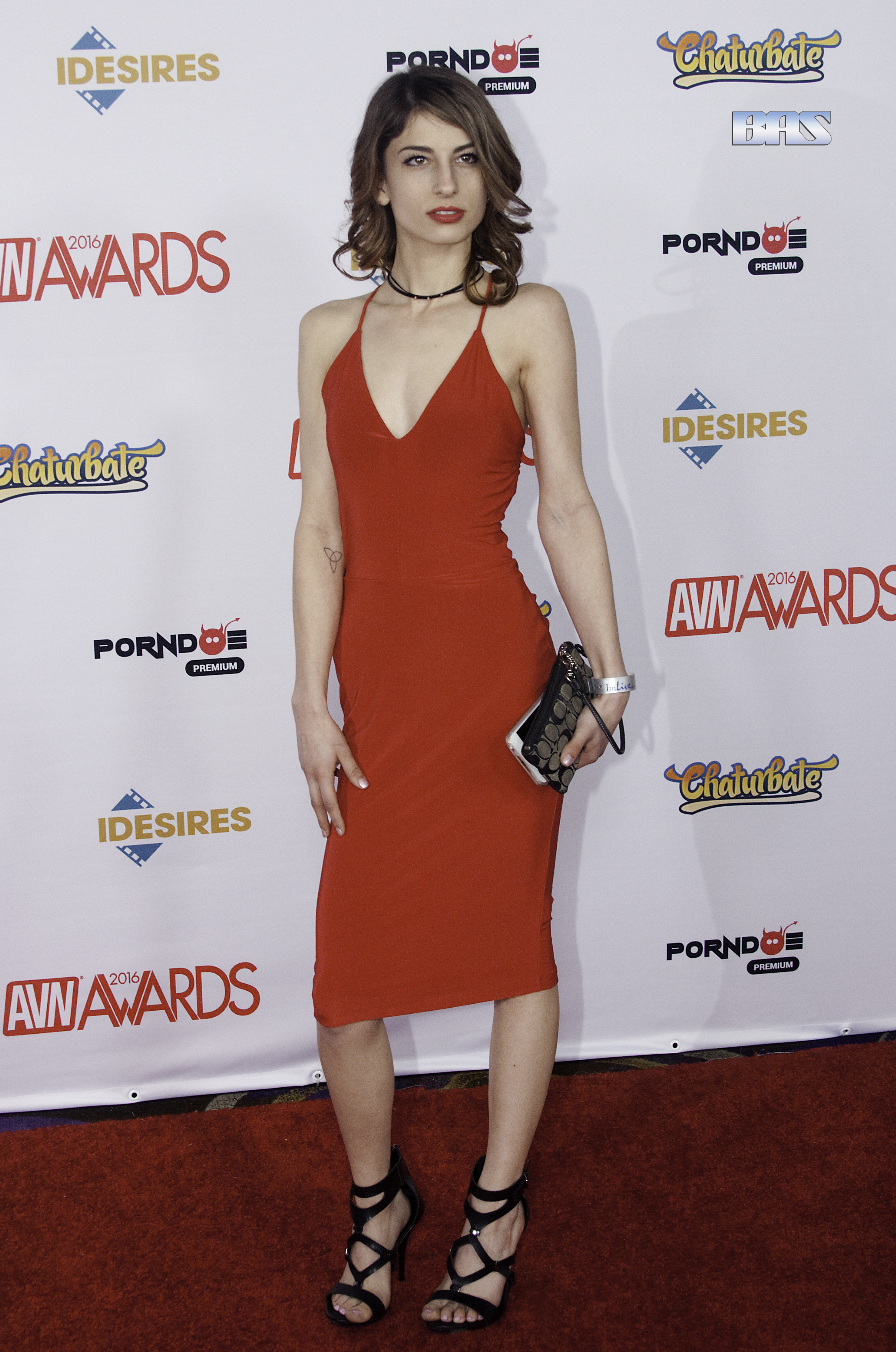
Arrivée de l’actrice Kristen Scott.
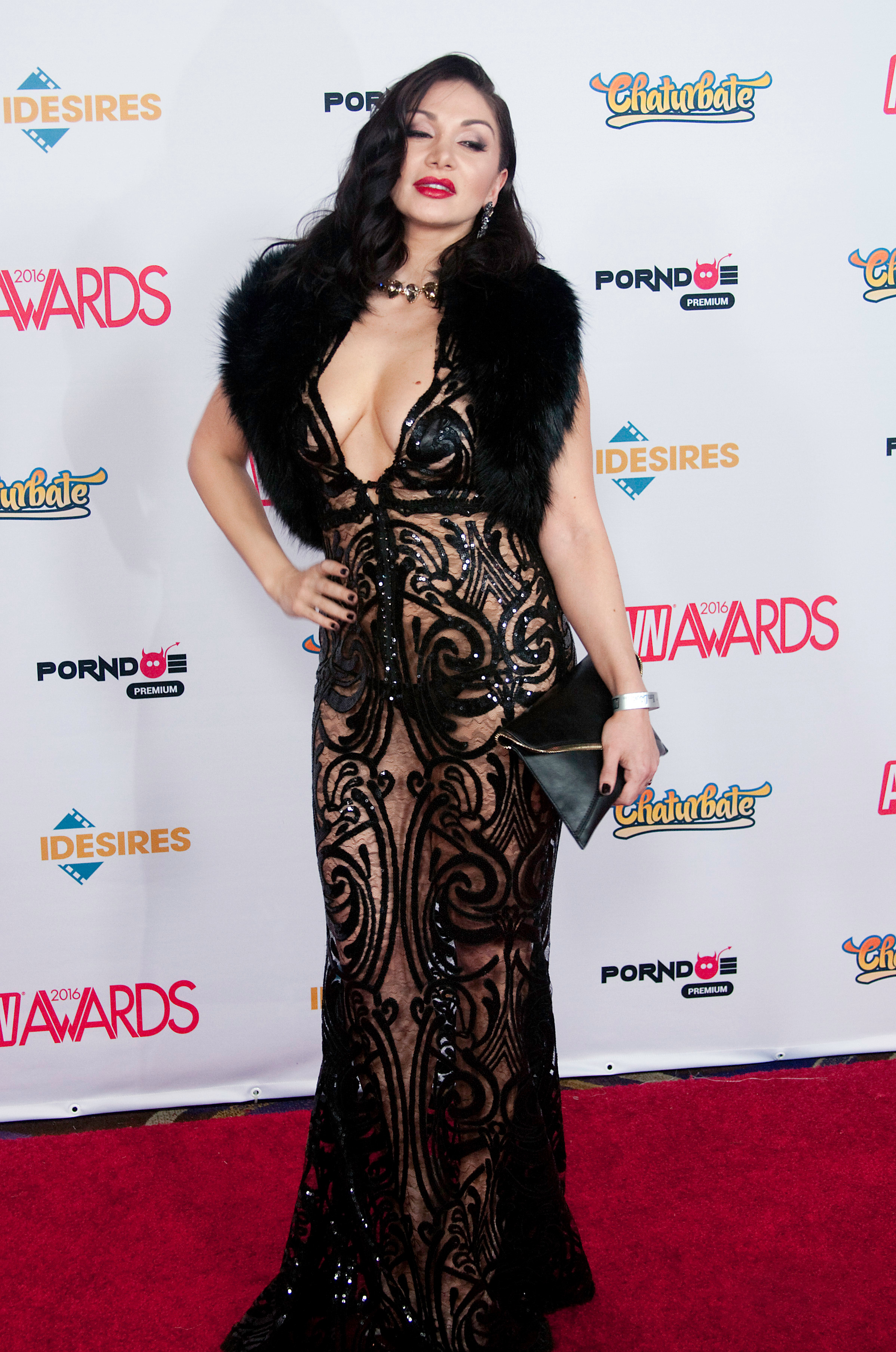
Arrivée de l’actrice Lea Lexis.
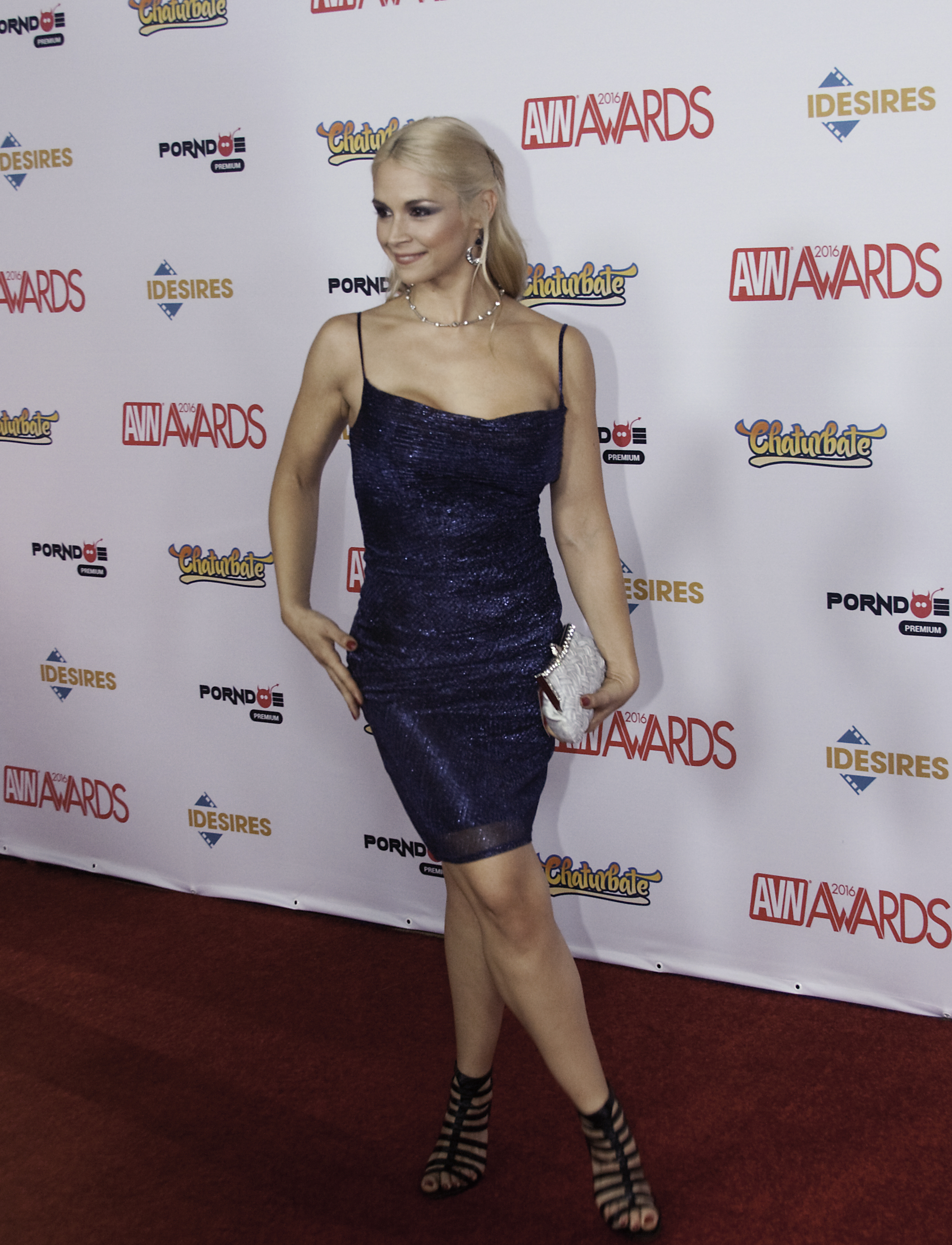
Arrivée de l’actrice Sarah Vandella.
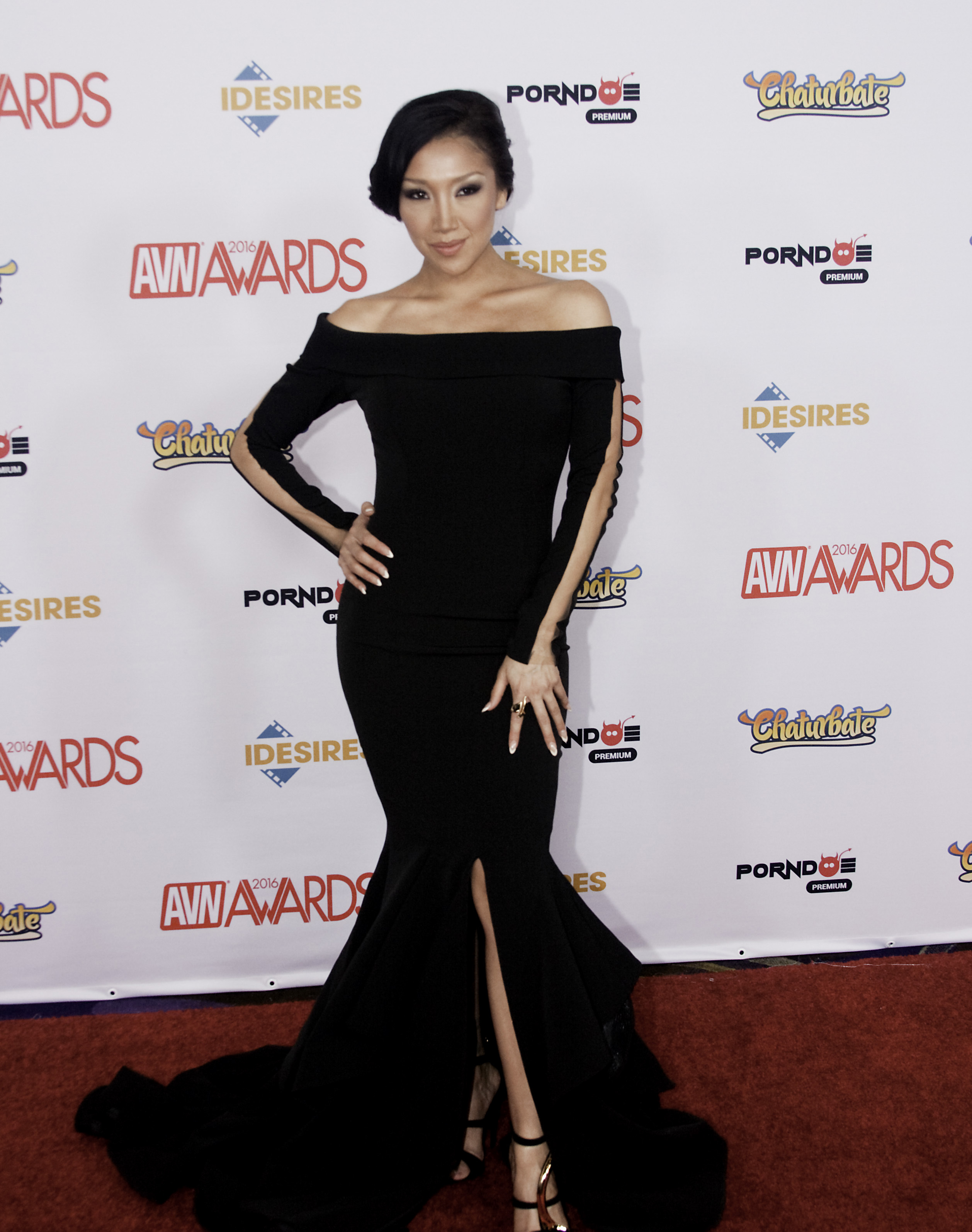
Arrivée de l’actrice Vicki Chase.
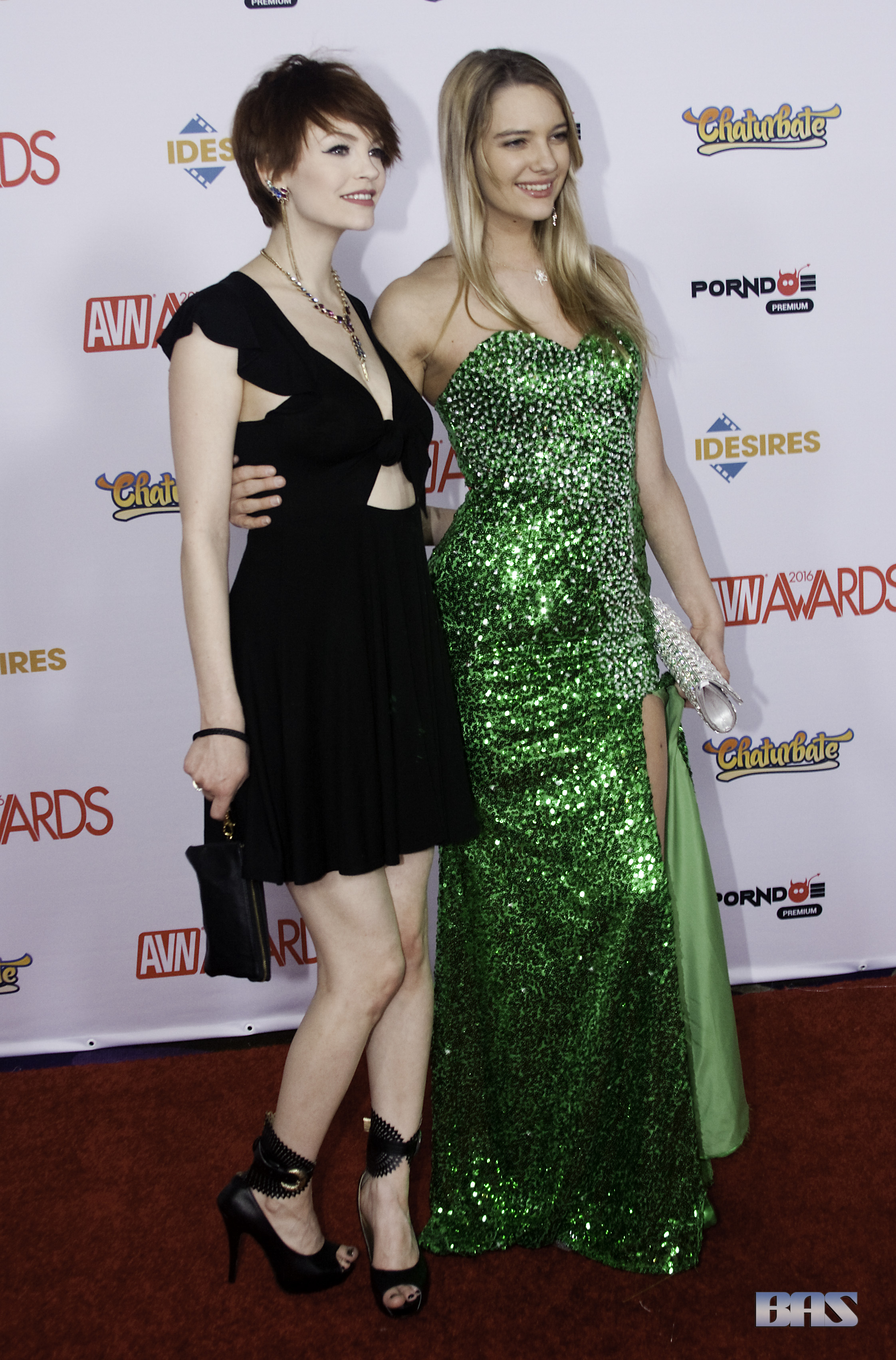
Arrivée de Bree Daniels et Kenna James.
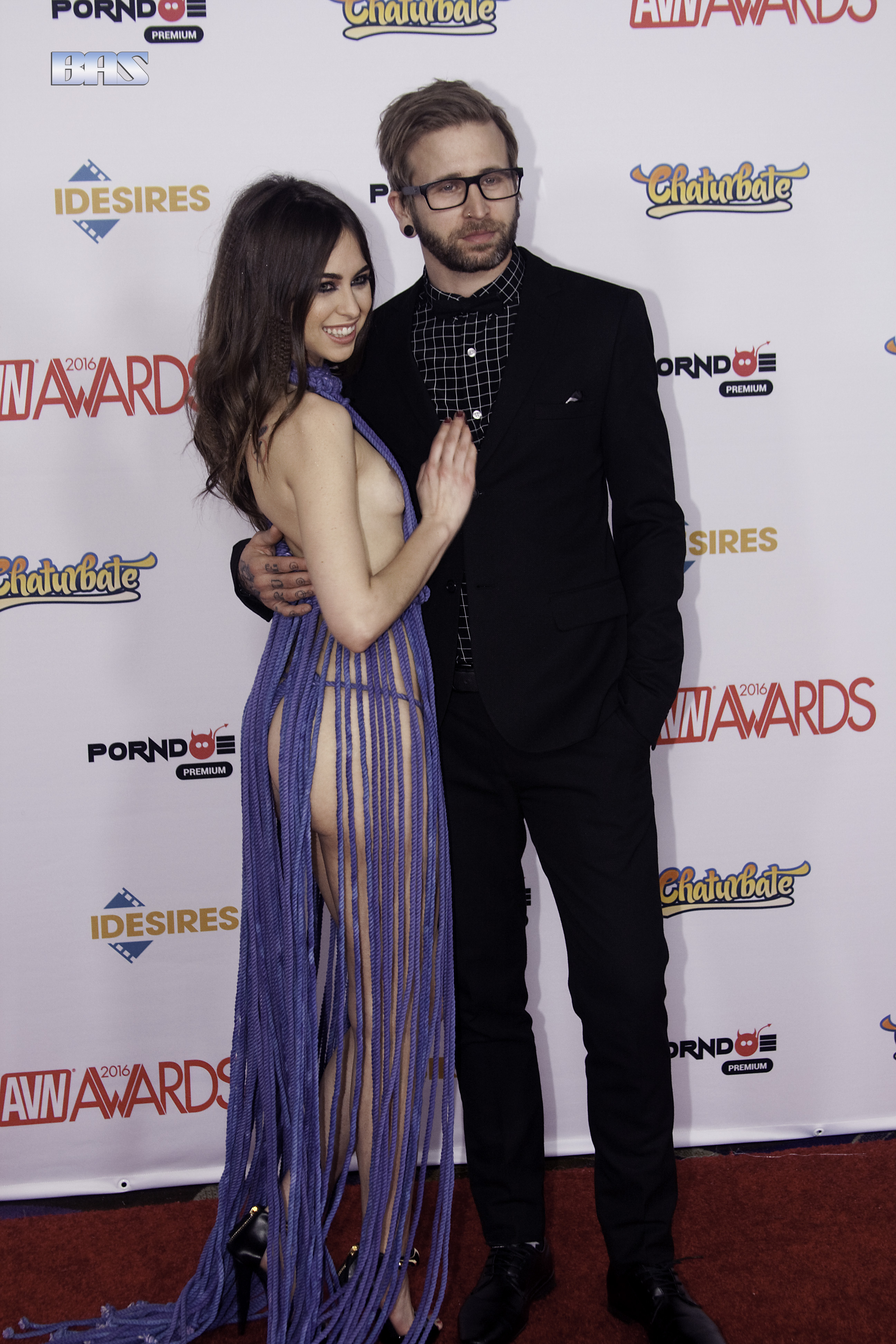
Arrivée de Riley Reid, futur Interprète féminine de l’année, accompagnée de Josh Mayer.
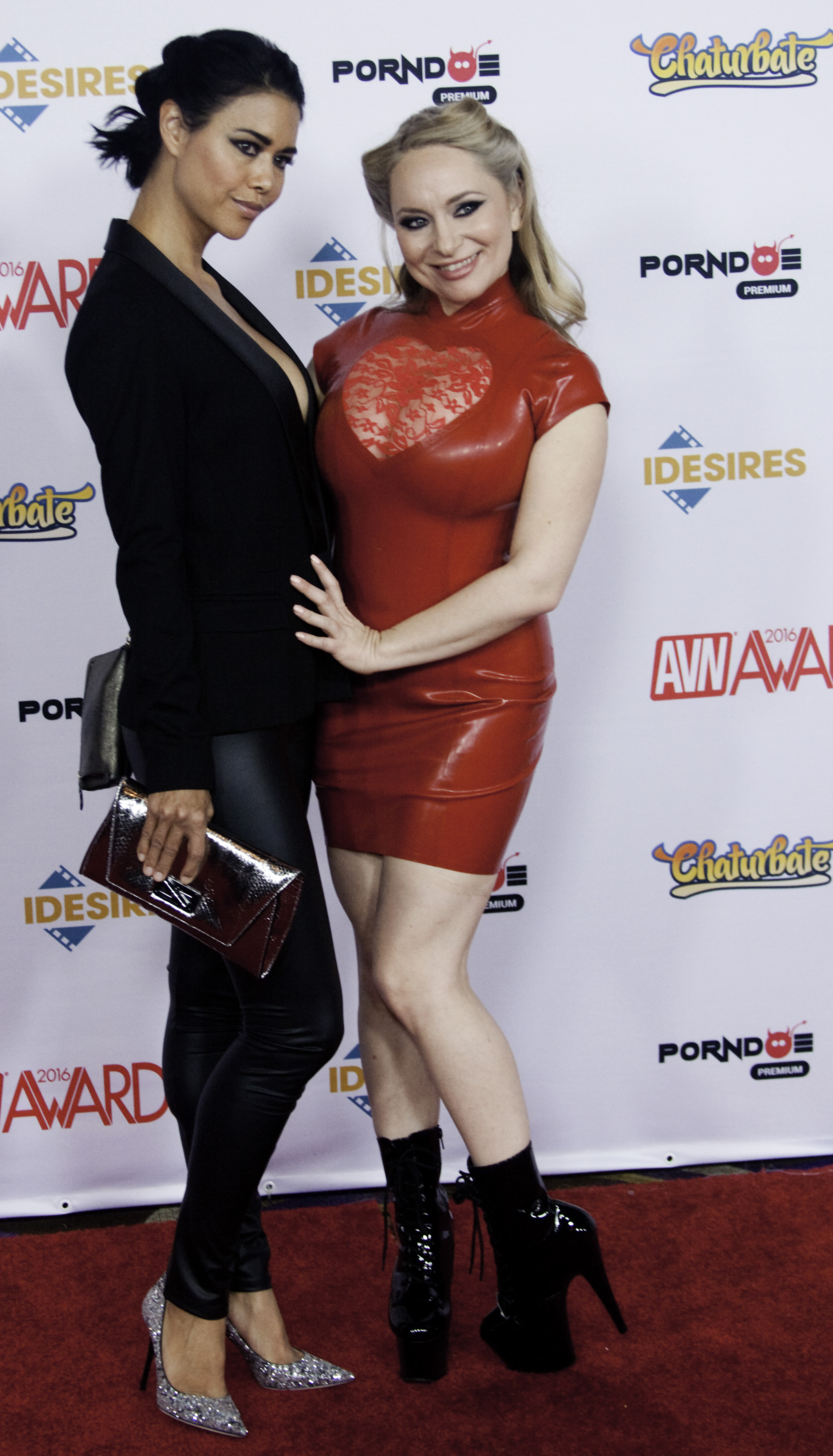
Arrivée des actrices Dana Vespoli et Aiden Starr.